# George Opdyke
George Opdyke (1805-1880) était un homme politique américain, membre du Parti républicain qui fut maire de New York durant la Guerre de Sécession, entre 1862 et 1864. En tant que maire, il travailla dur pour mobiliser des troupes et lever des fonds pour soutenir l'Union dirigée par Abraham Lincoln dont il était un proche. Il était ainsi profondément opposé à l'esclavage.